# Campeonato Mundial de Ajedrez

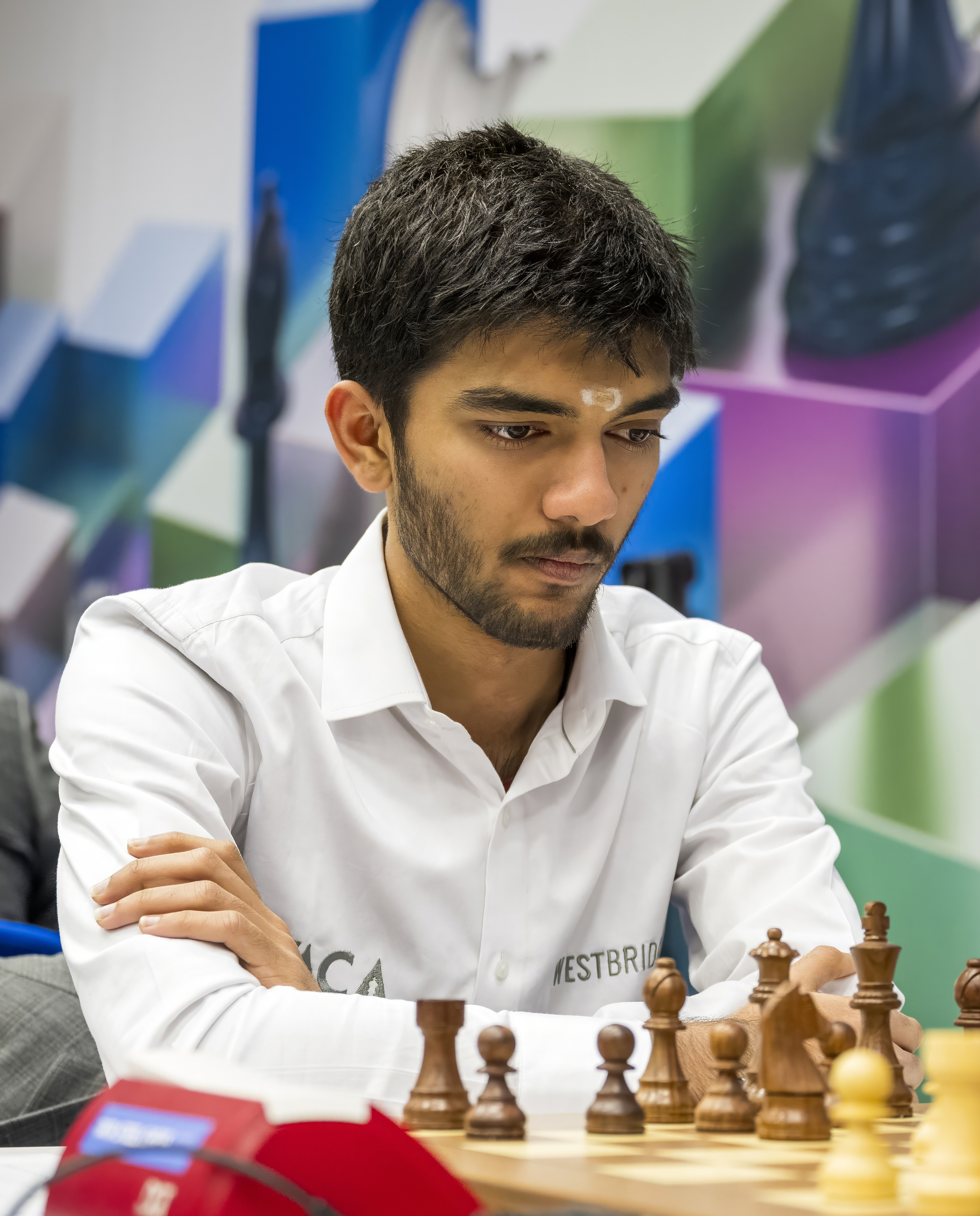
Gukesh D, campeón mundial en la actualidad

El Campeonato Mundial de Ajedrez es un enfrentamiento que se juega para determinar el campeón mundial de ajedrez. Actualmente es organizado por la Federación Internacional de Ajedrez (FIDE).
El primer evento reconocido como campeonato mundial fue el encuentro de 1886 entre Wilhelm Steinitz y Johannes Zukertort, que ganó Steinitz, que se convirtió en el primer campeón mundial. Desde 1886 hasta 1946, el campeón establecía las condiciones, exigiendo a cualquier retador que hiciera una apuesta considerable y derrotara al campeón en un encuentro para convertirse en el nuevo campeón mundial.
Tras Steinitz, lograron el título mundial Emanuel Lasker, José Raúl Capablanca, Alexander Alekhine y Max Euwe antes de comenzar con un dominio absoluto soviético desde 1948 hasta la extinción de la Unión Soviética, solo interrumpido por Bobby Fischer. 
En 1993 se produce un cisma en el mundo del ajedrez, cuando Kaspárov se enfrentó a la Federación Internacional de Ajedrez (FIDE), formando su propia asociación de jugadores y organizando un campeonato del mundo paralelo. Esta situación se prolongó hasta que en 2006 se produjo un enfrentamiento entre Vladímir Krámnik y Veselin Topalov que persiguió reunificar el título mundial.
Aunque este evento está abierto a todos los jugadores, existen otros campeonatos exclusivos para mujeres —Campeonato Mundial Femenino de Ajedrez—, para jugadores menores de 20 años —Campeonato mundial juvenil de ajedrez—, o el Campeonato mundial sénior de ajedrez, para hombres de más de 60 o mujeres de más de 50 años.

## Orígenes del título

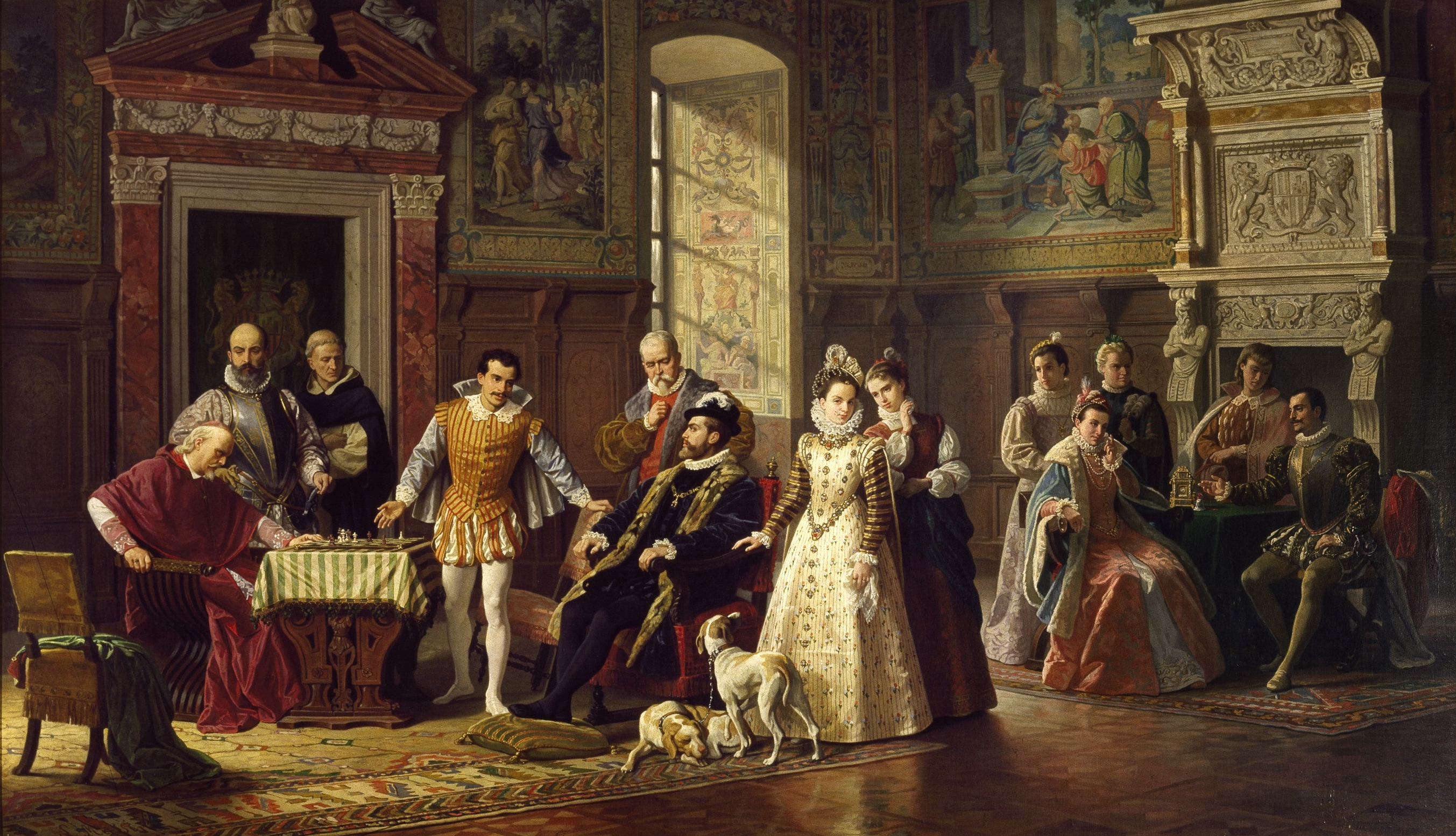
Partida de ajedrez entre López de Segura y Leonardo da Cutri en la corte española en 1575, por Luigi Mussini (1886).

Desde el Renacimiento se tiene constancia de grandes jugadores de ajedrez, a algunos de los cuales se considera oficiosamente como campeones mundiales de ajedrez históricos. Así tenemos a Ruy López de Segura, ajedrecista español que en la segunda mitad del siglo XVI fue enviado por Felipe II a enfrentarse a los más poderosos jugadores de la época, que eran italianos, derrotándolos. Finalmente fue derrotado por Leonardo da Cutri en 1575, en lo que se suele considerar, aunque no de manera oficial, el primer campeonato del mundo de ajedrez.

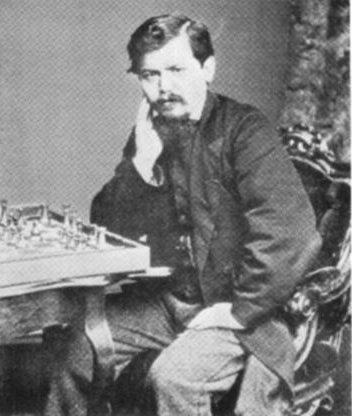
Wilhelm Steinitz, primer campeón del mundo oficial de ajedrez.

El primero en reclamar oficialmente el título fue Wilhelm Steinitz, quien, tras derrotar en un encuentro a Adolf Anderssen en 1866 y vencer en el torneo de Londres de 1872, se autoproclamó campeón del mundo. Posteriormente afianzó su dominio venciendo en varias ediciones posteriores de ese mismo torneo, considerado el más fuerte del mundo.
Aunque nadie reconoció aquel título, tampoco nadie se lo intentó discutir, hasta que en 1883, Johannes Zukertort, vencedor del torneo de Londres por delante del propio Steinitz, se atrevió a considerarse a su vez, campeón del mundo. Inmediatamente se iniciaron las negociaciones de un encuentro para dirimir el disputado título. Fue una negociación ardua, ya que ninguno de los dos quería aceptar la condición de aspirante al título, pero finalmente en 1886, se disputó el primer Campeonato del mundo de ajedrez.
El resultado fue de 10 victorias para Steinitz, 5 para Zukertort y 5 empates; +10 -5 =5.
Desde la creación del título hasta la Segunda Guerra Mundial, no había organismo alguno que regulase el funcionamiento del campeonato del mundo. El título que nació como una excentricidad de Steinitz fue pasando entre las manos de los mejores ajedrecistas de la época, siendo casi siempre el campeón el que determinaba cuándo, cómo y con quién ponía el título en juego. En ciertas ocasiones, como en 1910 cuando Lasker jugó contra Schlechter, aunque las condiciones del encuentro no se hicieron públicas, se especula con que si el resultado del encuentro era 1-0, 2-1 o 3-2 en favor del aspirante, el encuentro sería dado por empatado, reteniendo consecuentemente el título el campeón.

## Historia
Tras su victoria ante Zukertort, Steinitz defendió y retuvo su título mundial en tres ocasiones, dos ante Mijail Ivanovitch Tchigorin (La Habana, 1889 y 1892) y una ante el húngaro Isidor Gunsberg (Nueva York, 1890-91), antes de ser destronado por el alemán Emanuel Lasker (Nueva York, Filadelfia y Montreal, 1894).
Se inició entonces un largo reinado de Lasker, que se extendió hasta 1921. Durante este tiempo, Lasker mantuvo su título ante el propio Steinitz (Moscú, 1897), ante Frank James Marshall (varias ciudades de Estados Unidos, 1907), ante Siegbert Tarrasch (Düsseldorf y Múnich, 1908), ante David Janowsky en dos ocasiones (París, 1909 y Berlín, 1910) y ante Karl Schlechter (Viena y Berlín, 1910), antes de ser derrotado por el cubano José Raúl Capablanca (La Habana, 1921). Los once años que median entre las dos últimas defensas de su título fueron debidos, en parte, al “paréntesis” que supuso la Primera Guerra Mundial (1914-1918) y en parte a las dificultades que le puso a Akiba Rubinstein para la disputa del campeonato.
Tras su victoria ante Lasker, José Raúl Capablanca, o el “niño prodigio”, como se le vino a llamar al ajedrecista cubano, perdió su cetro mundial en la primera defensa que hizo del mismo, ante Alexander Alekhine (Buenos Aires, 1927).
Alekhine, en cambio, mantuvo un largo reinado del título mundial, que defendió y retuvo en dos ocasiones ante Ewfim Dimitrievich Bogoljubov (varias ciudades de Alemania y Países Bajos, 1929, y varias ciudades de Alemania, 1934), antes de ser derrotado por el neerlandés Max Euwe (varias ciudades de Países Bajos, 1935), a quien, sin embargo, volvió a arrebatar el título poco después (varias ciudades de Países Bajos, 1937), y que ya conservó hasta su muerte en 1946.
A partir de 1948, y a raíz de la muerte del vigente campeón, Alexander Alekhine, la FIDE (Federación Internacional de Ajedrez), se encargó de organizar el campeonato del mundo. Para la edición de 1948, se organizó un torneo en La Haya y en Moscú entre los mejores jugadores del momento: Mijaíl Botvínnik, Vasili Smyslov, Paul Keres, Max Euwe y Samuel Reshevsky, de los que el nombrado en primer término salió vencedor.
La siguiente época fue absolutamente dominada por la denominada escuela soviética, y con la excepción de la victoria de Bobby Fischer sobre Borís Spaski en 1972, los siguientes cincuenta años vieron exclusivamente campeones formados en dicha escuela, incluso años después de la desintegración de la URSS.
Con la llegada de Kaspárov, las cosas volvieron a cambiar. La rivalidad que existía entre Gari Kaspárov y Anatoli Kárpov (llegando a considerarse cuestión de estado en la URSS) se coló en la FIDE, que no siempre tuvo un comportamiento tan neutral como hubiera sido deseable. Desde que destronó a Kárpov, Kaspárov mantuvo una posición muy crítica con la FIDE y con algunos de sus miembros, como Florencio Campomanes, en particular. En 1993, Kaspárov se apartó de la FIDE y organizó un campeonato del mundo paralelo bajo los auspicios de la recién creada Professional Chess Association (PCA) mientras que la FIDE llevaba a cabo su propia versión. 
Desde entonces, diversos esfuerzos se encaminaron hacia la reunificación del título en sus dos variantes, algunos de ellos, con la colaboración del propio Kaspárov, antes de su retiro en 2005. Dichos intentos fracasaron sistemáticamente por unos motivos o por otros, hasta el encuentro entre Vladímir Krámnik y Veselin Topalov celebrado en 2006 y finalizado con la victoria del primero.
Recientemente el título del campeonato mundial ha sido obtenido por cuatro ajedrecistas de formación externa a la esfera soviética: el indio Viswanathan Anand (2007-2013), el noruego Magnus Carlsen (2013-2023), el chino Ding Liren (2023) y el indio Dommaraju Gukesh (2024).
La evolución en el estudio y análisis del ajedrez por parte de la élite mundial, ha sido hasta los años 80, basado en la lectura de libros y archivos de partidas de todos los tiempos, unido a una constante participación en torneos de jerarquía internacional y la asesoría de expertos particulares, viéndose complementada a partir de los años 90 con la intervención de las computadoras y softwares de simulación, almacenamiento y cálculo.
Después de conocerse los resultados del torneo de candidatos de 2022 que planteaban una revancha contra el retador Yan Nepómniashchi, Carlsen declaró que no defenderá nuevamente el título, quedando planteada la próxima edición como un duelo entre el retador Nepommiatchi y Ding Liren (segundo lugar entre los candidatos).

## Campeonato mundial

### Campeones del mundo no oficiales
- Ruy López de Segura, -1560, España
- Paolo Boi y Leonardo da Cutri, -1575, Italia
- Alessandro Salvio, -1600, Italia
- Gioacchino Greco, -1620, Italia
- Legall de Kermeur, 1730-47, Francia
- François-André Danican, llamado Philidor, 1747-95, Francia
- Alexandre Deschapelles, 1800-20, Francia
- Louis de la Bourdonnais, 1820-40, Francia
- Howard Staunton, 1843-51, Inglaterra
- Adolf Anderssen, 1851-58, Alemania
- Paul Morphy, 1858-59, Estados Unidos
- Adolf Anderssen, 1859-66, Alemania
- Wilhelm Steinitz, 1866-86, Imperio Austrohúngaro

### Campeonatos del mundo oficiales
| Año                                             | Sede |                                  | Campeón                                 | G (+)   | Partidas empatadas | P (-) | Contrincante                                                                                    | Formato                           |
| ----------------------------------------------- | --- | -------------------------------- | --------------------------------------- | ------- | ------------------ | --- | ----------------------------------------------------------------------------------------------- | --------------------------------- |
| Campeonato único mundial pre-FIDE (1886-1946)   | |                                  |                                         |         |                    | |                                                                                                 |                                   |
| 1886 Detalle                                    | Nueva York San Luis Nueva Orleans                                                                                                   |                                  | Wilhelm Steinitz Imperio Austro-Húngaro | 10      | 5                  | 5 | Johannes Zukertort Reino Unido                                                                  | Primero que alcance 10 victorias. |
| 1889 Detalle                                    | La Habana | Wilhelm Steinitz Estados Unidos  | 10                                      | 1       | 6                  | Mijaíl Chigorin Imperio Ruso                                                                                                 | Mejor de 20 partidas + desempate.                                                               |                                   |
| 1891 Detalle                                    | Nueva York | Wilhelm Steinitz Estados Unidos  | 6                                       | 9       | 4                  | Isidor Gunsberg Imperio Austro-Húngaro                                                                                       | Mejor de 20 partidas + desempate.                                                               |                                   |
| 1892 Detalle                                    | La Habana | Wilhelm Steinitz Estados Unidos  | 8+2                                     | 4+1     | 8                  | Mijaíl Chigorin Imperio Ruso                                                                                                 | Mejor de 20 partidas + desempate.                                                               |                                   |
| 1894 Detalle                                    | Nueva York Filadelfia Montreal | Emanuel Lasker Imperio Alemán    | 10                                      | 4       | 5                  | Wilhelm Steinitz Estados Unidos                                                                                              | Primero que alcance 10 victorias.                                                               |                                   |
| 1897 Detalle                                    | Moscú | Emanuel Lasker Imperio Alemán    | 10                                      | 5       | 2                  | Wilhelm Steinitz Estados Unidos                                                                                              | Primero que alcance 10 victorias.                                                               |                                   |
| 1907 Detalle                                    | Estados Unidos Nueva York Filadelfia Washington, D. C. Baltimore Chicago Memphis                                                    | Emanuel Lasker Imperio Alemán    | 8                                       | 7       | 0                  | Frank Marshall Estados Unidos                                                                                                | Primero que alcance 8 victorias.                                                                |                                   |
| 1908 Detalle                                    | Düsseldorf Múnich | Emanuel Lasker Imperio Alemán    | 8                                       | 5       | 3                  | Siegbert Tarrasch Imperio Alemán                                                                                             | Primero que alcance 8 victorias.                                                                |                                   |
| 1910 Detalle                                    | Viena Berlín | Emanuel Lasker Imperio Alemán    | 1                                       | 8       | 1                  | Carl Schlechter Imperio Austro-Húngaro                                                                                       | Mejor de 10 partidas. (El aspirante debe ganar por al menos dos puntos)                         |                                   |
| 1910 Detalle                                    | Berlín | Emanuel Lasker Imperio Alemán    | 8                                       | 3       | 0                  | Dawid Janowski Francia | Primero que alcance 8 victorias.                                                                |                                   |
| 1921 Detalle                                    | La Habana | José Raúl Capablanca · Cuba      | 4                                       | 10      | 0                  | Emanuel Lasker República de Weimar                                                                                           | Mejor de 24 partidas. (Lasker abandonó)                                                         |                                   |
| 1927 Detalle                                    | Buenos Aires | Alexander Alekhine Francia       | 6                                       | 25      | 3                  | José Raúl Capablanca · Cuba                                                                                                  | Primero que alcance 6 victorias.                                                                |                                   |
| 1929 Detalle                                    | Wiesbaden Heidelberg Berlín La Haya                                                                                                 | Alexander Alekhine Francia       | 11                                      | 9       | 5                  | Efim Bogoljubov República de Weimar                                                                                          | Primero que alcance 6 victorias y 15 puntos.                                                    |                                   |
| 1934 Detalle                                    | Alemania Baden-Baden Villingen-Schwenningen Friburgo de Brisgovia Pforzheim Stuttgart Múnich Bayreuth Bad Kissingen Mannheim Berlín | Alexander Alekhine Francia       | 8                                       | 15      | 3                  | Efim Bogoljubov Alemania | Primero que alcance 6 victorias y 15 puntos.                                                    |                                   |
| 1935 Detalle                                    | Países Bajos Ámsterdam Delft Róterdam Utrecht Gouda La Haya Groninga Baarn 's-Hertogenbosch Eindhoven Zeist Ermelo Zandvoort        | Max Euwe · Países Bajos          | 9                                       | 13      | 8                  | Alexander Alekhine Francia                                                                                                   | Primero que alcance 6 victorias y 15 puntos.                                                    |                                   |
| 1937 Detalle                                    | Países Bajos La Haya Róterdam Ámsterdam Haarlem Leiden Groninga Delft                                                               | Alexander Alekhine Francia       | 10                                      | 11      | 4                  | Max Euwe · Países Bajos | Primero que alcance 6 victorias y 15 puntos.                                                    |                                   |
| Campeonato único mundial de la FIDE (1948-1993) | |                                  |                                         |         |                    | |                                                                                                 |                                   |
| 1948 Detalle                                    | La Haya Moscú | Mijaíl Botvínnik Unión Soviética | 10                                      | 2       | 8                  | Contrincantes Vasili Smyslov Paul Keres Samuel Reshevsky Max Euwe                                                            | Todos contra todos, 5 partidas contra cada rival.                                               |                                   |
| 1951 Detalle                                    | Moscú | Mijaíl Botvínnik Unión Soviética | 5                                       | 14      | 5                  | David Bronstein Unión Soviética                                                                                              | Mejor de 24 partidas. (En caso de empate, el campeón retiene el título)                         |                                   |
| 1954 Detalle                                    | Moscú | Mijaíl Botvínnik Unión Soviética | 7                                       | 10      | 7                  | Vasili Smyslov Unión Soviética                                                                                               | Mejor de 24 partidas. (En caso de empate, el campeón retiene el título)                         |                                   |
| 1957 Detalle                                    | Moscú | Vasili Smyslov Unión Soviética   | 6                                       | 13      | 3                  | Mijaíl Botvínnik Unión Soviética                                                                                             | Mejor de 24 partidas.                                                                           |                                   |
| 1958 Detalle                                    | Moscú | Mijaíl Botvínnik Unión Soviética | 7                                       | 11      | 5                  | Vasili Smyslov Unión Soviética                                                                                               | Mejor de 24 partidas.                                                                           |                                   |
| 1960 Detalle                                    | Moscú | Mijaíl Tal Unión Soviética       | 6                                       | 13      | 2                  | Mijaíl Botvínnik Unión Soviética                                                                                             | Mejor de 24 partidas.                                                                           |                                   |
| 1961 Detalle                                    | Moscú | Mijaíl Botvínnik Unión Soviética | 10                                      | 6       | 5                  | Mijaíl Tal Unión Soviética                                                                                                   | Mejor de 24 partidas.                                                                           |                                   |
| 1963 Detalle                                    | Moscú | Tigrán Petrosián Unión Soviética | 5                                       | 15      | 2                  | Mijaíl Botvínnik Unión Soviética                                                                                             | Mejor de 24 partidas.                                                                           |                                   |
| 1966 Detalle                                    | Moscú | Tigrán Petrosián Unión Soviética | 4                                       | 17      | 3                  | Borís Spasski Unión Soviética                                                                                                | Mejor de 24 partidas.                                                                           |                                   |
| 1969 Detalle                                    | Moscú | Borís Spasski Unión Soviética    | 6                                       | 13      | 4                  | Tigrán Petrosián Unión Soviética                                                                                             | Mejor de 24 partidas.                                                                           |                                   |
| 1972 Detalle                                    | Reikiavik | Bobby Fischer Estados Unidos     | 7                                       | 11      | 3                  | Borís Spaski Unión Soviética                                                                                                 | Mejor de 24 partidas.                                                                           |                                   |
| 1975 Detalle                                    | Manila | Anatoli Kárpov Unión Soviética   | Default                                 | Default | Default            | Bobby Fischer Estados Unidos                                                                                                 | Primero que alcance 10 victorias. (Fischer no se presentó)                                      |                                   |
| 1978 Detalle                                    | Baguio | Anatoli Kárpov Unión Soviética   | 6                                       | 21      | 5                  | Víktor Korchnói · Suiza | Primero que alcance 6 victorias.                                                                |                                   |
| 1981 Detalle                                    | Merano | Anatoli Kárpov Unión Soviética   | 6                                       | 10      | 2                  | Víktor Korchnói · Suiza | Primero que alcance 6 victorias.                                                                |                                   |
| 1984 Detalle                                    | Moscú | Anatoli Kárpov Unión Soviética   | 5                                       | 40      | 3                  | Garri Kaspárov Unión Soviética                                                                                               | Primero que alcance 6 victorias. (Anulado tras 48 partidas)                                     |                                   |
| 1985 Detalle                                    | Moscú | Garri Kaspárov Unión Soviética   | 5                                       | 16      | 3                  | Anatoli Kárpov Unión Soviética                                                                                               | Mejor de 24 partidas.                                                                           |                                   |
| 1986 Detalle                                    | Londres Leningrado | Garri Kaspárov Unión Soviética   | 5                                       | 15      | 4                  | Anatoli Kárpov Unión Soviética                                                                                               | Mejor de 24 partidas.                                                                           |                                   |
| 1987 Detalle                                    | Sevilla | Garri Kaspárov Unión Soviética   | 4                                       | 16      | 4                  | Anatoli Kárpov Unión Soviética                                                                                               | Mejor de 24 partidas. (En caso de empate, el campeón retiene el título)                         |                                   |
| 1990 Detalle                                    | Nueva York Lyon | Garri Kaspárov Unión Soviética   | 4                                       | 17      | 3                  | Anatoli Kárpov Unión Soviética                                                                                               | Mejor de 24 partidas.                                                                           |                                   |
| Campeonato de la PCA (1993-2006)                | |                                  |                                         |         |                    | |                                                                                                 |                                   |
| 1993 Detalle                                    | Londres | Garri Kaspárov · Rusia           | 6                                       | 13      | 1                  | Nigel Short Inglaterra | Mejor de 24 partidas.                                                                           |                                   |
| 1995 Detalle                                    | Nueva York | Garri Kaspárov · Rusia           | 4                                       | 13      | 1                  | Viswanathan Anand India | Mejor de 20 partidas.                                                                           |                                   |
| 2000 Detalle                                    | Londres | Vladímir Krámnik · Rusia         | 2                                       | 13      | 0                  | Garri Kaspárov · Rusia | Mejor de 16 partidas.                                                                           |                                   |
| 2004 Detalle                                    | Brissago | Vladímir Krámnik · Rusia         | 2                                       | 10      | 2                  | Peter Leko · Hungría | Mejor de 14 partidas. (En caso de empate, el campeón retiene el título)                         |                                   |
| Campeonato de la FIDE (1993-2006)               | |                                  |                                         |         |                    | |                                                                                                 |                                   |
| 1993 Detalle                                    | Zwolle Arnhem Ámsterdam Yakarta | Anatoli Kárpov · Rusia           | 6                                       | 13      | 2                  | Jan Timman · Países Bajos | Mejor de 24 partidas.                                                                           |                                   |
| 1996 Detalle                                    | Elistá | Anatoli Kárpov · Rusia           | 6                                       | 9       | 3                  | Gata Kamsky Estados Unidos                                                                                                   | Mejor de 20 partidas.                                                                           |                                   |
| 1998 Detalle                                    | Groninga Lausana | Anatoli Kárpov · Rusia           | 2+2                                     | 2       | 2                  | Viswanathan Anand India | Mejor de 6 partidas + desempate                                                                 |                                   |
| 1999 Detalle                                    | Las Vegas | Aleksandr Jálifman · Rusia       | 2                                       | 3       | 1                  | Vladímir Akopián Armenia | Torneo de eliminación directa. Final al mejor de 6 partidas + desempate (Karpov no se presentó) |                                   |
| 2000 Detalle                                    | Nueva Delhi Teherán | Viswanathan Anand India          | 3                                       | 1       | 0                  | Alexéi Shírov Letonia | Torneo de eliminación directa. Final al mejor de 6 partidas + desempate                         |                                   |
| 2002 Detalle                                    | Moscú | Ruslán Ponomariov · Ucrania      | 2                                       | 5       | 0                  | Vasili Ivanchuk · Ucrania | Torneo de eliminación directa. Final al mejor de 8 partidas + desempate                         |                                   |
| 2004 Detalle                                    | Trípoli | Rustam Kasimdzhanov Uzbekistán   | 2+1                                     | 2+1     | 2                  | Michael Adams Inglaterra | Torneo de eliminación directa. Final al mejor de 6 partidas + desempate                         |                                   |
| 2005 Detalle                                    | Potrero de los Funes | Veselin Topalov Bulgaria         | 6                                       | 8       | 0                  | Contrincantes Viswanathan Anand Peter Svidler Aleksandr Morozévich Peter Leko Rustam Kasimdzhanov Michael Adams Judit Polgár | Todos contra todos, 2 partidas contra cada rival.                                               |                                   |
| Campeonato reunificado en FIDE (desde 2006)     | |                                  |                                         |         |                    | |                                                                                                 |                                   |
| 2006 Detalle                                    | Elistá | Vladímir Krámnik · Rusia         | 3+2                                     | 6+1     | 3+1                | Veselin Topalov Bulgaria | Mejor de 12 partidas + desempate                                                                |                                   |
| 2007 Detalle                                    | Ciudad de México | Viswanathan Anand India          | 4                                       | 10      | 0                  | Contrincantes Vladímir Krámnik Borís Gélfand Peter Leko Peter Svidler Aleksandr Morozévich Levon Aronian Aleksandr Grischuk  | Todos contra todos, 2 partidas contra cada rival.                                               |                                   |
| 2008 Detalle                                    | Bonn | Viswanathan Anand India          | 3                                       | 7       | 1                  | Vladímir Krámnik · Rusia | Mejor de 12 partidas + desempate                                                                |                                   |
| 2010 Detalle                                    | Sofía | Viswanathan Anand India          | 3                                       | 7       | 2                  | Veselin Topalov Bulgaria | Mejor de 12 partidas + desempate                                                                |                                   |
| 2012 Detalle                                    | Moscú | Viswanathan Anand India          | 1+1                                     | 10+3    | 1                  | Borís Gélfand Israel | Mejor de 12 partidas + desempate                                                                |                                   |
| 2013 Detalle                                    | Madrás | Magnus Carlsen · Noruega         | 3                                       | 7       | 0                  | Viswanathan Anand India | Mejor de 12 partidas + desempate                                                                |                                   |
| 2014 Detalle                                    | Sochi | Magnus Carlsen · Noruega         | 3                                       | 7       | 1                  | Viswanathan Anand India | Mejor de 12 partidas + desempate                                                                |                                   |
| 2016 Detalle                                    | Nueva York | Magnus Carlsen · Noruega         | 1+2                                     | 10+2    | 1                  | Serguéi Kariakin · Rusia | Mejor de 12 partidas + desempate                                                                |                                   |
| 2018 Detalle                                    | Londres | Magnus Carlsen · Noruega         | 0+3                                     | 12      | 0                  | Fabiano Caruana Estados Unidos                                                                                               | Mejor de 12 partidas + desempate                                                                |                                   |
| 2021 Detalle                                    | Dubái | Magnus Carlsen · Noruega         | 4                                       | 7       | 0                  | Yan Nepómniashchi · Rusia | Mejor de 14 partidas + desempate                                                                |                                   |
| 2023 Detalle                                    | Astaná | Ding Liren China                 | 3+1                                     | 8+3     | 3                  | Yan Nepómniashchi · Rusia | Mejor de 14 partidas + desempate                                                                |                                   |
| 2024 Detalle                                    | Singapur | Gukesh D India                   | 3                                       | 9       | 2                  | Ding Liren China | Mejor de 14 partidas + desempate                                                                |                                   |

### Campeones del mundo oficiales (1886–1993)
| #   | Nombre               | Año       | País                                                         | Edad  |
| --- | -------------------- | --------- | ------------------------------------------------------------ | ----- |
| 1   | Wilhelm Steinitz     | 1886–1894 | Bandera de Imperio austrohúngaro · Bandera de Estados Unidos | 50–58 |
| 2   | Emanuel Lasker       | 1894–1921 |                                                              | 26–52 |
| 3   | José Raúl Capablanca | 1921–1927 | Bandera de Cuba                                              | 33–39 |
| 4   | Alexander Alekhine   | 1927–1935 | Bandera de Francia · Bandera de Rusia                        | 35–43 |
| 5   | Max Euwe             | 1935–1937 | Bandera de los Países Bajos                                  | 34–36 |
| (4) | Alexander Alekhine   | 1937–1946 | Bandera de Francia · Bandera de Rusia                        | 45–53 |
| 6   | Mikhail Botvinnik    | 1948–1957 | Bandera de la Unión Soviética                                | 37–46 |
| 7   | Vasily Smyslov       | 1957–1958 | Bandera de la Unión Soviética                                | 36    |
| (6) | Mikhail Botvinnik    | 1958–1960 | Bandera de la Unión Soviética                                | 47–49 |
| 8   | Mikhail Tal          | 1960–1961 | Bandera de la Unión Soviética                                | 24    |
| (6) | Mikhail Botvinnik    | 1961–1963 | Bandera de la Unión Soviética                                | 50–52 |
| 9   | Tigran Petrosian     | 1963–1969 | Bandera de la Unión Soviética                                | 34–40 |
| 10  | Boris Spassky        | 1969–1972 | Bandera de la Unión Soviética                                | 32–35 |
| 11  | Bobby Fischer        | 1972–1975 | Bandera de Estados Unidos                                    | 29–32 |
| 12  | Anatoly Karpov       | 1975–1985 | Bandera de la Unión Soviética                                | 24–34 |
| 13  | Garry Kasparov       | 1985–1993 | Bandera de la Unión Soviética · Bandera de Rusia             | 22–30 |

### Campeones del mundo clásico (PCA/Braingames) (1993–2006)
| # | Nombre           | Año       | País             | Edad  |
| - | ---------------- | --------- | ---------------- | ----- |
|   | Garry Kasparov   | 1993–2000 | Bandera de Rusia | 30–37 |
|   | Vladímir Krámnik | 2000–2006 | Bandera de Rusia | 25–31 |

### Campeones del Mundo FIDE (oficiales) (1993–2006)
| # | Nombre              | Año       | País                  | Edad  |
| - | ------------------- | --------- | --------------------- | ----- |
|   | Anatoly Karpov      | 1993–1999 | Bandera de Rusia      | 42–48 |
|   | Alexander Khalifman | 1999–2000 | Bandera de Rusia      | 33    |
|   | Viswanathan Anand   | 2000–2002 | Bandera de la India   | 31–33 |
|   | Ruslan Ponomariov   | 2002–2004 | Bandera de Ucrania    | 19–21 |
|   | Rustam Kasimdzhanov | 2004–2005 | Bandera de Uzbekistán | 25    |
|   | Veselin Topalov     | 2005–2006 | Bandera de Bulgaria   | 30    |

### Campeones del mundo oficiales (2006–presente)
| #  | Nombre            | Año           | País                                  | Edad  |
| -- | ----------------- | ------------- | ------------------------------------- | ----- |
| 14 | Vladímir Krámnik  | 2006–2007     | Bandera de Rusia                      | 31–32 |
| 15 | Viswanathan Anand | 2007–2013     | Bandera de la India                   | 38–43 |
| 16 | Magnus Carlsen    | 2013–2023     | Bandera de Noruega                    | 22–32 |
| 17 | Ding Liren        | 2023-2024     | Bandera de la República Popular China | 30    |
| 18 | Gukesh D          | 2024-presente | Bandera de la India                   | 18    |

## Palmarés
Los ajedrecistas que han ganado al menos tres veces el Campeonato Mundial son:
| Nombre             | Años con victorias | Total |
| ------------------ | ------------------ | ----- |
| Anatoli Kárpov     | 1975-98            | 7     |
| Emanuel Lasker     | 1894-1910          | 6     |
| Garri Kaspárov     | 1985-95            | 6     |
| Mijaíl Botvínnik   | 1948-61            | 5     |
| Viswanathan Anand  | 2000-12            | 5     |
| Magnus Carlsen     | 2013-21            | 5     |
| Wilhelm Steinitz   | 1886-92            | 4     |
| Alexander Alekhine | 1927-37            | 4     |
| Vladímir Krámnik   | 2000-06            | 3     |